# Pseudis fusca
Pseudis fusca é uma espécie de anfíbio da família Hylidae. Endêmica do Brasil, onde pode ser encontrada no estado de Minas Gerais.